# 科拉奇火山

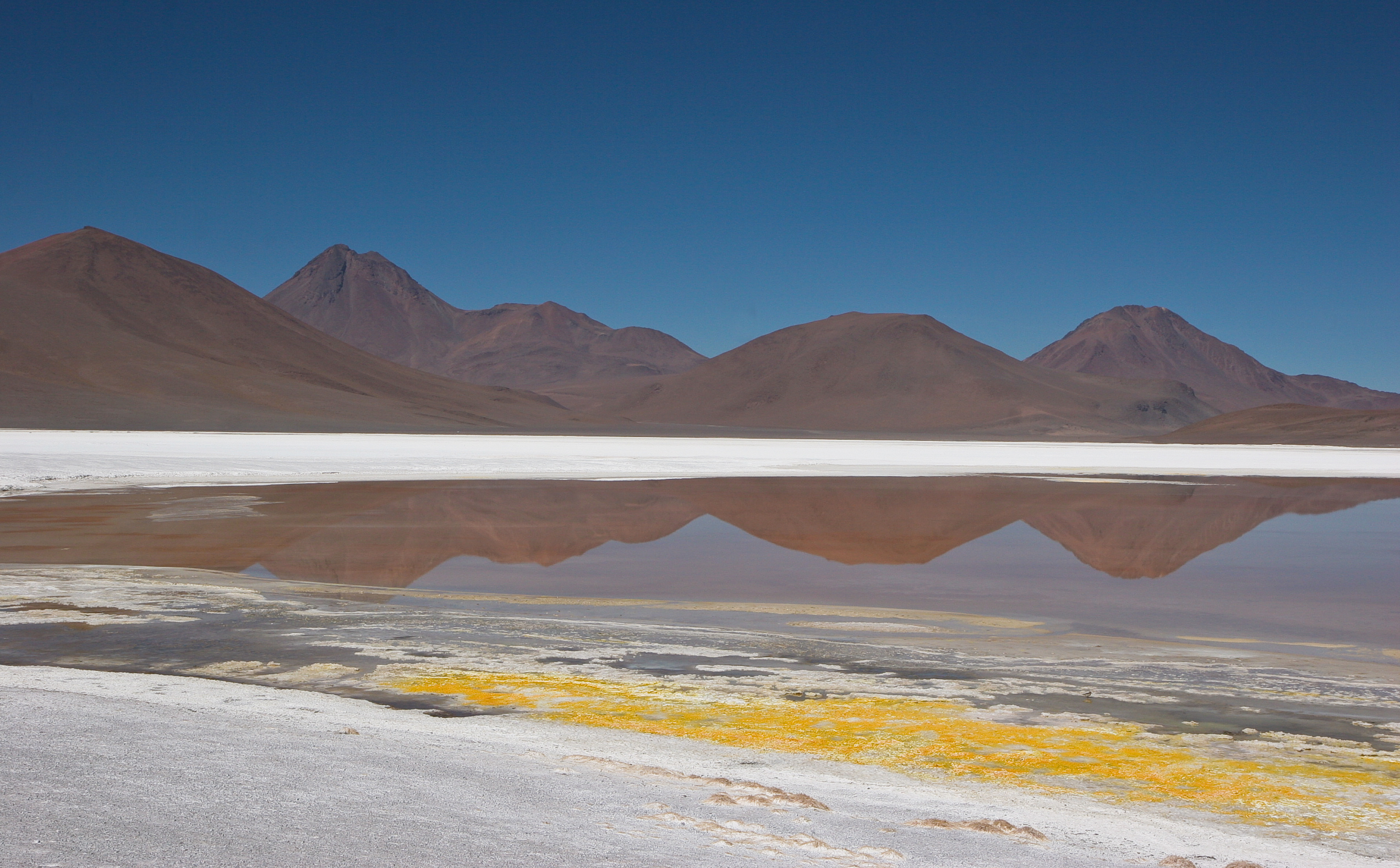

23°14′11″S 67°38′42″W / 23.23639°S 67.64500°W
科拉奇火山（西班牙語：Volcán Colachi），是智利的火山，位於該國北部安托法加斯塔大區，處於阿塔卡馬鹽沼東部，屬於安第斯山脈的一部分，海拔高度5,631米。